# Батлемон
Батлемон (фр. Bathelémont) насеље је и општина у североисточној Француској у региону Лорена, у департману Мерт и Мозел која припада префектури Линевил.
По подацима из 2011. године у општини је живело 60 становника, а густина насељености је износила 9,09 становника/km². Општина се простире на површини од 6,6 km². Налази се на средњој надморској висини од 243 метара (максималној 335 m, а минималној 227 m).

## Демографија
| 1962. | 1968. | 1975. | 1982. | 1990. | 1999. | 2011. |
| ----- | ----- | ----- | ----- | ----- | ----- | ----- |
| 74    | 79    | 71    | 66    | 71    | 65    | 60    |

График промене броја становника у току последњих година